# Eliot Fisk
Eliot Fisk (Filadélfia, Pensilvania, 10 de agosto de 1954) é um violonista clássico norte-americano.

## Biografia
Eliot estudou guitarra clássica com Oscar Ghiglia, Alirio Diaz e Andrés Segovia, na Escola de Música de Yale. Estudou também com o cravista e estudioso da obra de Scarlatti, Ralph Kirkpatrick. Eliot fundou o departamento de guitarra na Escola de Música de Yale e em 1996 passa a lecionar na  Universidade Mozarteurn de Salzburgo na Áustria e no Conservatório de Musica de Nova Inglaterra em Boston. Morou na Áustria e na Alemanha, residindo atualmente em Granada, na Espanha. Suas gravações incluem transcrições de obras de Bach, Beethoven, Haiydn, Mozart, Scarlatti e Paganini, bem como novas obras de compositores como Robert Beaser, Luciano Berio, Nicholas Maw e George Rochberg. Sua paixão pela música de câmara é cumprida através de suas muitas colaborações com artistas como Paula Robison, Victoria de Los Angeles, Gidon Kremer e os quartetos Juilliard e Shanghai.

## Prêmios e Reconhecimento
- Vencedor do Concurso Internacional de Violão em 1980.[1]
- Eleito o “Melhor Guitarrista Clássico” na 26ª edição do concurso anual da revista Guitar Player Magazine[3]
- Realizou um espetáculo a convite da Família Real Espanhola para o Presidente Bill Clinton e sua esposa Hillary Clinton[3]